# Kiełpino (powiat choszczeński)
Kiełpino (niem. Kölpin) – wieś sołecka w Polsce położona w województwie zachodniopomorskim, w powiecie choszczeńskim, w gminie Drawno. W latach 1975–1998 miejscowość administracyjnie należała do województwa gorzowskiego. W roku 2007 wieś liczyła 138 mieszkańców. Najbardziej na zachód położona miejscowość gminy.
Osada wchodząca w skład sołectwa: Karpin.
Kolonia wchodząca w skład sołectwa: Kostrzewa.

## Geografia
Wieś leży ok. 7 km na zachód od Drawna, w pobliżu drogi wojewódzkiej nr 175, przy byłej linii kolejowej nr 410. 

## Zabytki
Do wojewódzkiego rejestru zabytków wpisany jest:
- zespół dworski z XVIII wieku oraz 1804 r. w skład którego wchodzą:
  - dwór murowano-szachulcowy, późnobarokowy, powstał na początku XVIII wieku, przebudowany został w 1804 roku. Ma rzadko spotykany kształt litery "U" (podkowy). Jest malowniczo usytuowany między jeziorem a parkiem. Jego pierwszym właścicielem był starosta ówczesnego powiatu choszczeńskiego. Po II wojnie światowej – do 1972 w budynku miało swoją siedzibę Nadleśnictwo Kiełpino, następnie stanowił własność gminy Drawno, później przekazany został Międzynarodowej Fundacji Wspierania Młodzieży z Warszawy. W 2011 właścicielem dworu stała się osoba prywatna[5].
  - dwie oficyny szachulcowe
  - park, z połowy XVII wieku, XVIII/XIX wieku. ;nr rej.: 322 z 12.09.1958 oraz 300 z 13.12.1979 Dwór zbudowany na pocz. XIX w. dla rodziny von Wreech i Diethardtów, z wykorzystaniem murów wcześniejszej budowli z poł. XVII w., przebudowanej w 2. ćwierci XVIII w. Po II wojnie światowej – do 1972 w budynku miało swoją siedzibę Nadleśnictwo Kiełpino, następnie stanowił własność gminy Drawno, później przekazany został Międzynarodowej Fundacji Wspierania Młodzieży z Warszawy. W 2011 właścicielem dworu stała się osoba prywatna.

Budynek klasycystyczny, parterowy, z drewnianą oficynami, przekryty dachem naczółkowym. Ma rzadko spotykany kształt litery \\\"U\\\" (podkowy). Jest malowniczo usytuowany między jeziorem, a parkiem. Jego pierwszym właścicielem był starosta ówczesnego powiatu choszczeńskiego

## Komunikacja
We wsi znajdował się przystanek kolejowy linii kolejowej nr 410.